# Astorre I Manfredi
Astorre I Manfredi, (Faenza, Italia; c. de 1345-ibíd., 28 de noviembre de 1405); fue un condotiero italiano y señor de Faenza, Fusignano, Brisighella, Savignano sul Panaro, Solarolo, Granarolo, Russi y Rocca San Casciano. Segundo hijo de Juan Manfredi y Ginebra de Mongardino, fue enviado junto a su hermano Francisco Manfredi como rehén a Padua en 1356, cuando su padre tuvo que devolver Faenza al cardenal Gil Álvarez de Albornoz. Probablemente se crio y creció en Bagnacavallo; última propiedad de su padre. Se casó con Leta de Guido Da Polenta, con quien tuvo a Juan Manfredi. 

## Biografía
En 1377 logró recuperar la ciudad de Faenza de manos de los Este con ayuda de su hermano Francisco Manfredi y la familia Ordelaffi. Pero solo llegó a ser señor absoluto de la ciudad pagando al marqués Nicolás III de Este la suma de 24.000 florines de oro y un caballo cargado con paño rojo y fuera investido como vicario de la Iglesia de esta ciudad por el papa Urbano VI; investidura confirmada por el papa Bonifacio IX en 1390 tras pactar el pago de 15.000 florines de oro anuales. En febrero de 1395 fue nombrado capitán general del marqués Nicolás III de Este y sus aliados. El 16 de abril de 1395 se enfrentó al ejército dirigido por Juan de Barbiano en la Batalla de Portomaggiore donde derrotó a los rebeldes que apoyaban a Azzo IX de Este. Mantuvo a este prisionero en Faenza, sin embargo sus excesivas pretensiones de rescate obligaron a Nicolás III de Este a capturar a su hijo para poder intercambiarlo.
Al traicionar al cardenal Baldassarre Cossa (futuro antipapa Juan XXIII), fue condenado a muerte y decapitado en la plaza pública de Faenza el 28 de noviembre de 1405.